# نرده راه‌پله

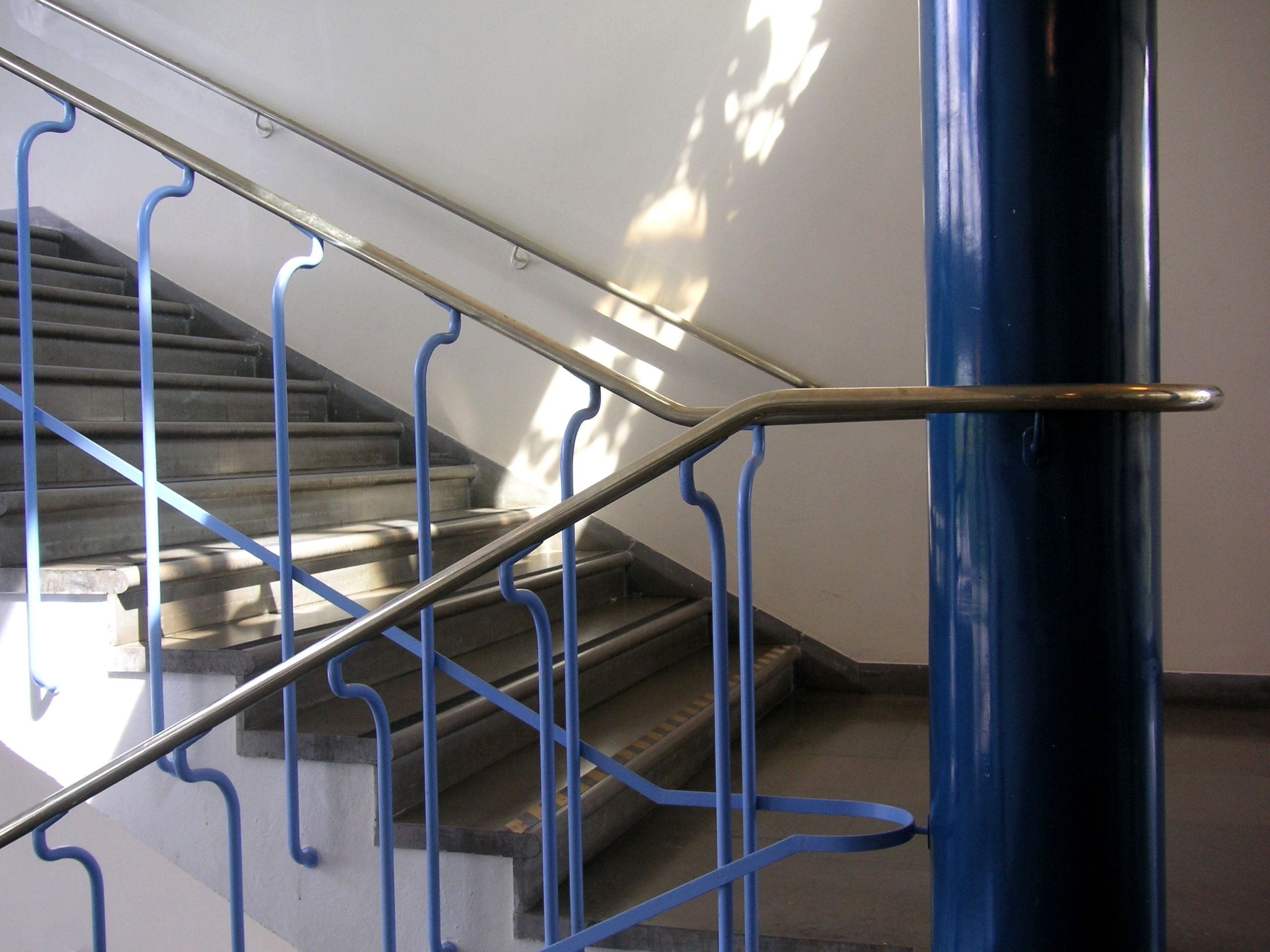
یک نرده راه پله مدرن فلزی.

نرده راه پله نرده ایست که طراحی می‌شود تا دست برای پایدارسازی یا فراهم آوری یک تکیه گاه آن را بگیرد. نرده‌های راه پله عموماً برای بالا رفتن یا پایین آمدن از پلکانها و پله برقی ها به منظور پیشگیری از سقوط صدمه زننده به کار می‌روند. نرده‌های پله را نوعاً با استفاده از تیر یا با اتصال مستقیم به دیوار محکم می‌کنند.

## قدرت
نرده‌ها باید قادر به تحمل بار ثابت ۵۰ پوند در هر فوت (۷۴ کیلوگرم در هر متر) یا بار متمرکز ۲۰۰ پوند (۹۱ کیلوگرم) که به بالای نرده اعمال می‌شود، باشند. از آنجا که نرده‌ها از مواد مختلف ساخته می‌شوند، قدرت آنها می‌تواند متفاوت باشد. از چوب تا فولاد ضد زنگ - بهتر است نرده‌ای را انتخاب کنید که برای محیط مناسب باشد. فولاد ضد زنگ در فضای باز قوی‌تر و بادوام‌تر خواهد بود، در حالی که چوب ممکن است به همان اندازه قوی باشد اما در فضای باز دوام کمتری داشته باشد.

## انواع نرده‌ها
نرده‌ها در چندین گزینه مختلف موجود هستند، از جمله چوب/الوار، فولاد ضد زنگ، برنج یا آلومینیوم. برخی از گزینه‌ها نسبت به دیگرها مقاوم‌تر هستند و هزینه ممکن است بسته به سبکی که انتخاب می‌کنید، متفاوت باشد. شما همچنین می‌توانید اتصالات مختلفی را انتخاب کنید تا جلوه‌ای مدرن/صافی ایجاد کنید.
گاهی اوقات نرده‌ها می‌توانند بیشتر از یک نرده ساده باشند. به عنوان مثال، کلاهک‌های تزیینی روی ستون‌های نرده می‌توانند شامل چراغ‌های برقی یا خورشیدی باشند.

## استانداردهای ADA

### الزامات برای بزرگسالان
سطوح بالای گرفتن نرده‌ها باید در ارتفاعی بین ۳۴ اینچ (۸۶۵ میلی‌متر) تا ۳۸ اینچ (۹۶۵ میلی‌متر) به صورت عمودی بالای سطوح راهرفت، پله‌های راه‌پله‌ها و رمپ‌ها باشند. نرده‌ها باید در ارتفاع ثابتی بالای سطوح راهجاوز، پله‌های راه‌پله و رمپ‌ها باشند.

### الزامات برای کودکان
اگر کاربران اصلی ساختمان یا مکانی (مانند مدرسه ابتدایی) کودکان هستند، مجموعه دومی از نرده‌ها در ارتفاع مناسب می‌تواند به آنها کمک کند و از بروز حوادث جلوگیری کند. برای نرده‌هایی که برای کودکان طراحی شده‌اند، توصیه می‌شود که ارتفاع حداکثر ۲۸ اینچ (۷۱۰ میلی‌متر) از بالای سطح گرفتن تا سطح رمپ یا برآمدگی پله‌ها باشد. باید فضای کافی به صورت عمودی بین نرده‌های بالایی و پایینی وجود داشته باشد، حداقل ۹ اینچ (۲۳۰ میلی‌متر). 